# Livre blanc de 1969
Le Livre blanc de 1969 (en anglais 1969 White Paper, officiellement connu sous le nom de La politique indienne du gouvernement du Canada, 1969) fut un livre blanc du gouvernement du Canada, présenté au Parlement du Canada par le ministre des Affaires autochtones et Développement du Nord Canada, Jean Chrétien, et par le premier ministre du Canada Pierre Elliott Trudeau, nouvellement au pouvoir. Il avait pour but d'éliminer le statut spécial « d'Indien » et de faire des membres des Premières Nations des citoyens canadiens comme les autres. Face à l'opposition autochtone, la politique fut ultimement retirée.

## Objectifs et principes
La politique cherchait à abolir le ministère des Affaires autochtones et Développement du Nord Canada, la Loi sur les Indiens et les autres documents légaux antérieurs portant sur les peuples autochtones au Canada, dont les traités signés avec les peuples autochtones. Cela aurait eu pour effet d'éliminer le statut juridique séparé « d'Indien », et donc de faire des membres des Premières Nations des citoyens canadiens sans distinction. Aussi, elle souhaitait notamment incorporer les Premières Nations aux responsabilités gouvernementales provinciales et convertir les terres des réserves indiennes en propriété privée des bandes ou de leurs membres.
Selon Bryan D. Palmer, cette approche privilégiant les droits individuels abstraits plutôt que les droits collectifs émanait de la philosophie de Trudeau, refusant le redressement d'injustices passées par le biais de « statuts particuliers », comme il l'avait fait au sujet du Québec et des revendications des nationalistes québécois. La nouvelle politique du premier ministre Trudeau n'acceptait donc pas qu'une partie d'une société puisse signer des traités avec une autre partie. 

## Réactions
La politique souleva de nombreuses critiques de la part des autochtones, et fut retirée. Répondant aux réactions défavorables, le premier ministre Pierre Elliott Trudeau	déclara: « Nous les garderons dans le ghetto aussi longtemps qu'ils le souhaitent ». La politique suscita aussi une vague d'activisme autochtone. En 1970, Harold Cardinal et l'Association des Indiens de l’Alberta répondirent au Livre blanc en publiant le document Citizens Plus, qui sera connu comme le Livre rouge. Le Livre rouge défendit les droits issus des traités et le droit des Premières Nations aux terres, aux services publics et à l'autodétermination.